# ベン・ホジキンソン
ベン・ホジキンソン（Ben Hodgkinson、1976年 - ）は、イギリスのエンジニア。現在レッドブル・パワートレインズ(RBPT)のテクニカルディレクターを務めている。

## 略歴
1998年、ユニバーシティ・カレッジ・ロンドン (UCL)で機械工学の修士を取得して卒業。2年後の2001年8月、ブリックスワースのイルモア・エンジニアリングに設計エンジニアとして採用される。
その後ダイムラークライスラーがイルモアへの資本参加の割合を徐々に高め、2005年には同社のF1部門だけを残して完全子会社化した、メルセデスAMG・ハイパフォーマンス・パワートレイン (HPP)で、2017年に機械工学部門の責任者になり、HPPで20年近くで様々な役割を果たした。
2021年4月23日、ホジキンソンが新しく結成されたレッドブル・パワートレインズのテクニカルディレクターとして採用されたことが発表された。ガーデニング休暇期間を経て、2022年5月24日にレッドブル・パワートレインズ (RBPT)での新しい役割に就いた。